# Изменчивый колеоникс
Изменчивый колеоникс (лат. Coleonyx variegatus) — ящерица семейства гекконовых.
Общая длина достигает 10—15 см. Тело тонкое, изящное, голова большая. Окраска желтоватая или коричневая. На туловище имеются поперечные тёмно-коричневые полосы, между ними расположены тёмные пятна и крапинки. У этих гекконов выпуклые глаза с подвижными веками. Кожа шелковистая. Брюхо беловатое. Лапы и хвост телесного цвета, в то время как голова коричневая с двумя желтовато-белыми полосами, которые выходят из ноздрей и соединяются за шеей геккона.
Обитает среди кактусов, в каменистых полупустынях и предгорьях. Днём отдыхает под камнями, в норах грызунов. Ночью выходит на охоту. Питается насекомыми и другими мелкими беспозвоночными. Приносит пользу, уничтожая ядовитых скорпионов и пауков.
Изменчивый колеоникс имеет своеобразное поведение — подкрадываясь к добыче геккон перед решающим прыжком высоко поднимает туловище на вытянутых лапах, задирает голову, нервно машет хвостом вроде кошки, ожидающей мышь.
Яйцекладущая ящерица. В августе самка откладывает под камни 2 яйца. За год происходит около 3 таких кладок. Через 6 недель появляются молодые гекконы. Температура окружающей среды влияет на пол будущих гекконов, в частности, в течение первой недели инкубации при температуре ниже 25 ° С рождаются самки, при температуре около 30 ° C — самцы.
Вид распространён в южных и западных штатах США (Калифорния, Аризона, Юта, Невада, Нью-Мексико), а также на севере Мексики.